# Wilma Venucci
Wilma (Esmeralda) Venucci (Wnoucsek) ud. Scrobogna (Rijeka, 1905. – Chiavari, 1983.) glazbenica i pedagoginja iz redova riječkih Talijana. Sestra je slikara i kipara Romola te inženjera i orguljaša Rema Venuccija.

## Životopisi
Rođena je u Rijeci 1905. Teoretske glazbene predmete i orgulje učila je privatno kod skladatelja Marcella Tyberga juniora. Klavir je diplomirala na konzervatoriju Jacopo Tomadini u Udinama kao privatni student. 
Od 1928. do 1954. djelovala je kao orguljašica i zborovođa ženskih zborova u riječkim crkvama sv. Vida, Marijina Uznesenja, sv. Jeronima, Marije Pomoćnice te Kapucinskoj crkvi. Djelovala je i kao pijanistica u riječkoj Società filarmonico-drammatica (1923. nastupala je s društvenim orkestrom te kao korepetitorica violinista Tomissicha). Bavila se i klavirskom pedagogijom. Od 1955. živi u Italiji, gdje predaje glazbeni odgoj te klavir. 
Skladala je kraća duhovna djela (Ave Maria, Tantum Ergo, Inno all'Assunta). Preminula je 1983. u Chiavariju kraj Genove.